# Friedrich August Elsasser
Pour les articles homonymes, voir Elsasser.
Friedrich August Elsasser (1810-1845) est un peintre prussien de paysages et de vues architecturales.

## Biographie
Né à Berlin, il étudie à l'académie de cette ville. En 1831 il se rend en Italie, et visite la Sicile en 1834 et 1835,.
Il meurt à Rome en 1845.

## Galerie

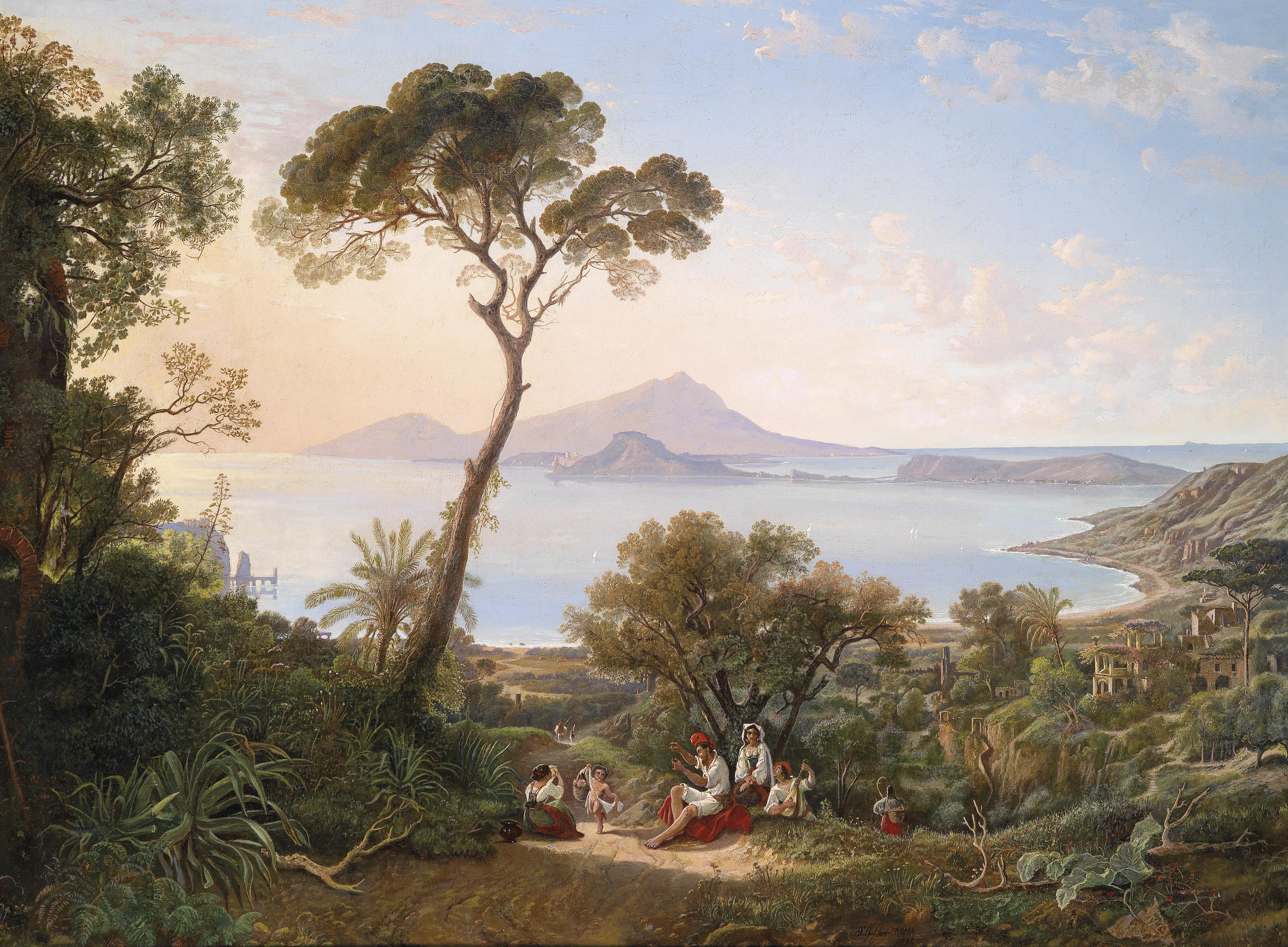
Vue de Posillipo à Bagnoli, Procida, Cap Misène (1836).
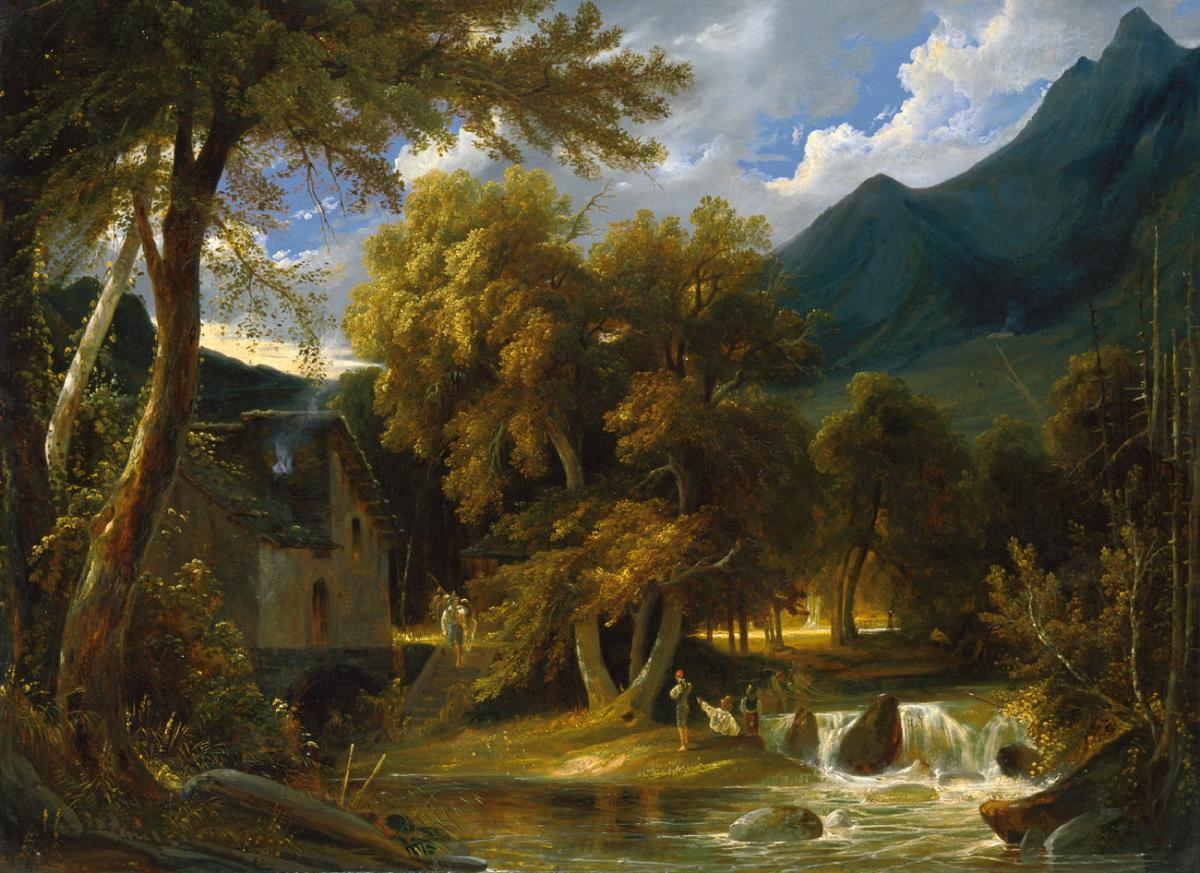
Paysage du Sud
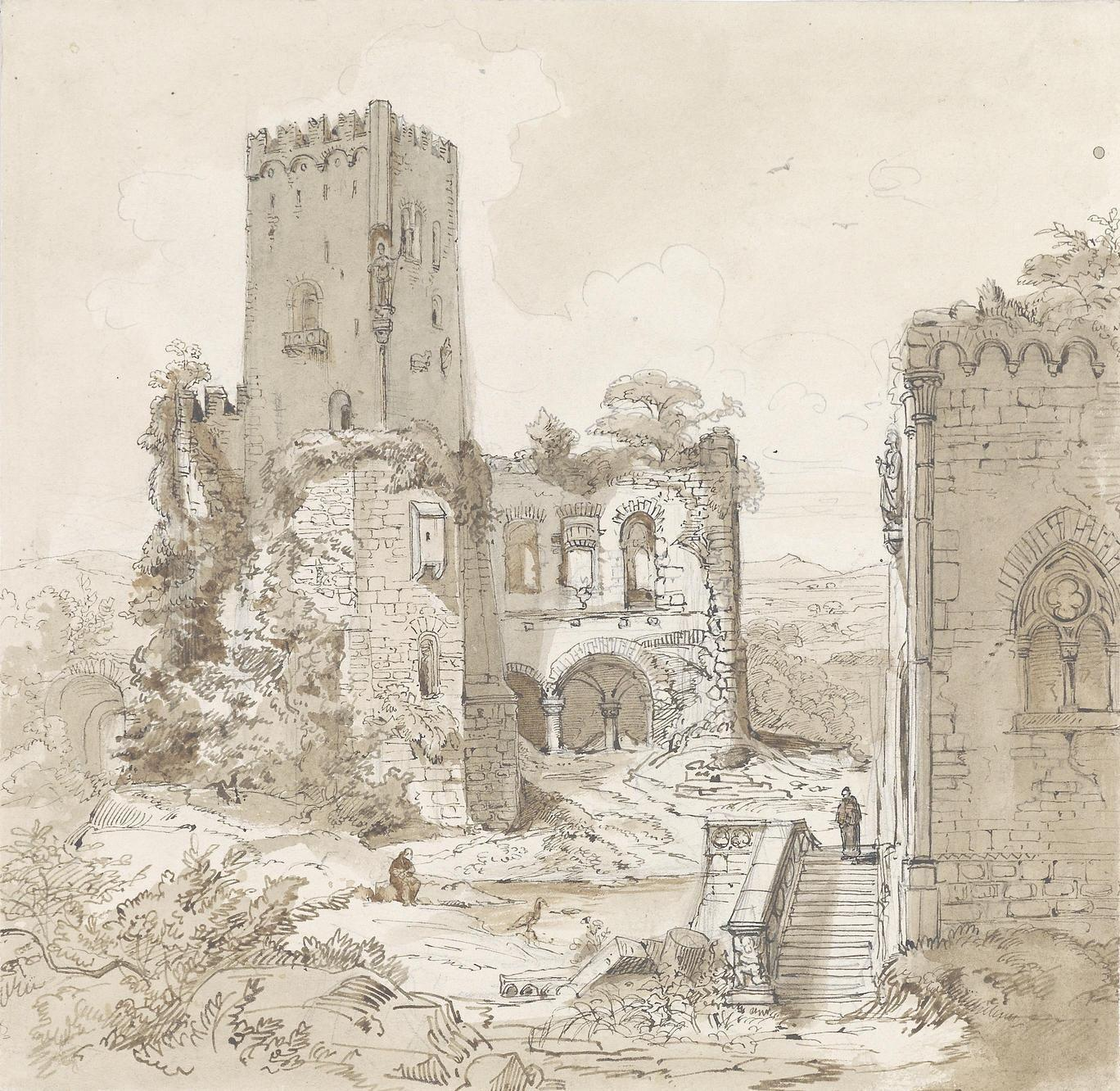
Ruines d'une forteresse
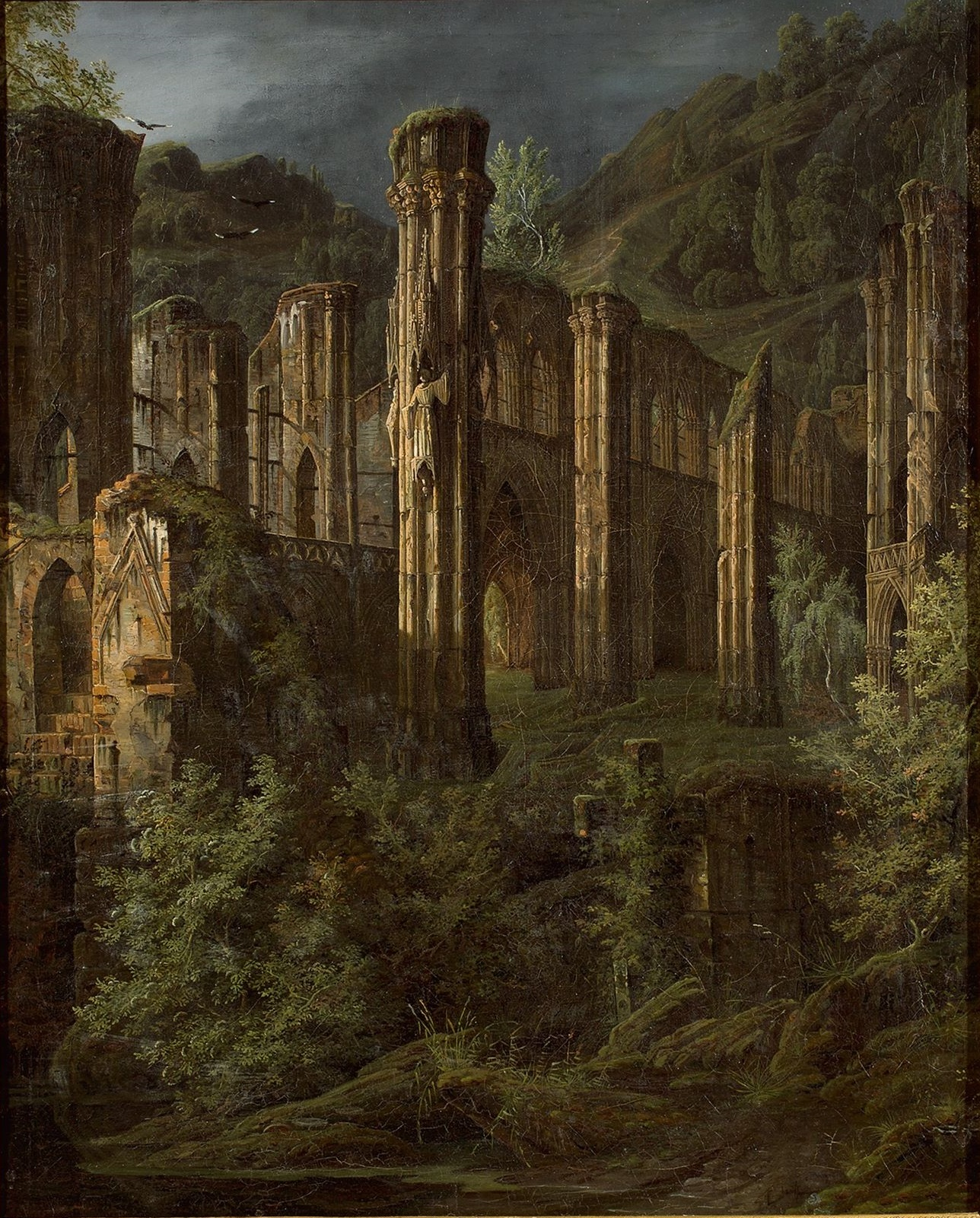
Ruines d'une église gothique...